# Team Origin
Team Origin è un team velico inglese, rappresentante del Royal Thames Yacht Club, che aveva lanciato la sfida per l'33esima America's Cup alla quale non potrà partecipare a causa della sfida su catamarani tra Alinghi e BMW Oracle Racing.
L'Inghilterra non partecipava ad un'edizione della Coppa America ormai dal 2002, quando fu eliminata ai quarti di finale. Precedentemente era stato il primo challenger della storia del trofeo, pur senza mai riuscire a conquistare la Coppa. Al fine di disputare la prossima edizione, il team inglese ha acquistato nell'estate 2007 la barca di Alinghi con numero velico SUI 75.